# Swing Vote – Die beste Wahl
Swing Vote (englisch für ‚Wechselstimme‘, dt. Titelzusatz Die beste Wahl) ist eine US-amerikanische Filmkomödie mit Kevin Costner. Regie führte Joshua Michael Stern, der gemeinsam mit Jason Richman auch das Drehbuch schrieb. Der Film kam am 1. August 2008 in die US-Kinos und spielte dort etwa 16,3 Millionen US-Dollar ein. Er ist in Deutschland Direct-to-Video auf DVD und Blu-ray erschienen.

## Handlung
Bud Johnson gilt als nicht besonders erfolgreich, doch ist er im Ort sehr beliebt und ein herzensguter Mensch. Leider betrinkt er sich fast täglich und weiß mit seinem Leben nicht so recht etwas anzufangen, dabei müsste er sich eigentlich um Molly, seine 12-jährige Tochter, kümmern. Stattdessen führt sie ihm den Haushalt und ist auch sonst ein sehr selbständiges Mädchen. Sie bittet ihn, seine Lebenseinstellung einmal zu überdenken.
Während der Wahl des Präsidenten der Vereinigten Staaten kommt es zu einer einmaligen Pattsituation zwischen dem republikanischen Amtsinhaber Andrew Boone und seinem demokratischen Herausforderer Donald Greenleaf. In dieser Situation ist die noch nicht abgegebene Stimme Johnsons entscheidend, was das Interesse der Medien weckt. In Wahrheit hat seine Tochter Molly versucht, für ihn zu wählen, was aber auf Grund einer technischen Panne schiefging und nicht bekannt wird.
Johnson nimmt an politischen Debatten und Interviews teil, in denen er Standpunkte vertritt, die die Parteien sofort übernehmen, um seine Stimme zu bekommen – unter anderem unterstützen die Republikaner plötzlich die gleichgeschlechtliche Ehe oder den Umweltschutz, während die Demokraten sich gegen die Abtreibung einsetzen, weil Bud sich im Interview „für das Leben“ ausgesprochen hatte. All das verursacht eine heillose Verwirrung. Am Ende gibt er seine Stimme ab; es bleibt jedoch offen, für welchen Kandidaten er sich letztendlich entschieden hat.

## Entstehung und Inszenierung
| Figur                  | Darsteller       | Deutscher Sprecher  |
| ---------------------- | ---------------- | ------------------- |
| Bud Johnson            | Kevin Costner    | Frank Glaubrecht    |
| Molly Johnson          | Madeline Carroll | Friedel Morgenstern |
| Art Crumb              | Nathan Lane      | Renier Baaken       |
| Bill Maher             | Bill Maher       | Gregor Höppner      |
| Donald Greenleaf       | Dennis Hopper    | Joachim Pukaß       |
| John Sweeney           | George Lopez     | Volker Wolf         |
| Kate Madison           | Paula Patton     | Eva Michaelis       |
| Larry King             | Larry King       | Heinz Ostermann     |
| Martin Fox             | Stanley Tucci    | Daniel Werner       |
| Präsident Andrew Boone | Kelsey Grammer   | Frank-Otto Schenk   |
| Richard Petty          | Richard Petty    | Hans-Gerd Kilbinger |
| Walter                 | Judge Reinhold   | Stephan Schleberger |
| Larissa Johnson        | Mare Winningham  | Ilya Welter         |

Der Film wurde in Albuquerque, in Santa Fe und einigen anderen Orten in New Mexico gedreht.
Der Regisseur Joshua Michael Stern setzt sich in dem Film mit der Frage auseinander, was es für Auswirkungen haben könnte, wenn wirklich jede einzelne Stimme zählt. Im Film buhlen die mächtigsten Männer des Landes um die Stimme eines Mannes, dem sie sonst nie Beachtung schenken würden und der mit der Weltpolitik nicht viel anzufangen weiß.

## Kritiken
Swing Vote erhielt ein eher schlechtes Presseecho, was sich auch in den Auswertungen US-amerikanischer Aggregatoren widerspiegelt. So erfasst Rotten Tomatoes mehrheitlich kritische Besprechungen und ordnet den Film dementsprechend als „Gammelig“ ein. Laut Metacritic fallen die Bewertungen im Mittel „Durchwachsen oder Durchschnittlich“ aus.
James Berardinelli schrieb auf ReelViews, der Film verbinde milde Satire mit einem Melodrama im Capra-Stil – was eine „überraschend gut funktionierende Formel“ ergebe. Er vermeide Predigten genauso wie die Parteinahme für eine der beiden Parteien. Kevin Costner sei richtig besetzt, jedoch würde Madeline Carroll ihm und Paula Patton mehrere Szenen stehlen. Kelsey Grammer und Dennis Hopper bieten das für deren Rollen benötigte Charisma.
Roger Ebert schrieb in der Chicago Sun-Times vom 31. Juli 2008, der Film sei eine „geniale Komödie mit vielsagenden Untertönen“. Er sei „überraschend realistisch“ beim Porträtieren der Medienleute. Die ganze Besetzung sei stark; Ebert gefalle besonders die Darstellung von Stanley Tucci in der Rolle eines Wahlkampfmanagers.

## Belege und weiterführende Informationen
1. ↑   Freigabebescheinigung für Swing Vote – Die beste Wahl. Freiwillige Selbstkontrolle der Filmwirtschaft, Januar 2009 (PDF; Prüfnummer: 116 554 V/DVD/UMD).
2. ↑  Release dates for Swing Vote, abgerufen am 7. November 2008
3. ↑  Box office / business for Swing Vote, abgerufen am 7. November 2008.
4. ↑  Swing Vote – Die beste Wahl in der Online-Filmdatenbank; abgerufen am 31. August 2024.
5. ↑  Swing Vote – Die beste Wahl (Blu-ray), abgerufen am 16. August 2013.
6. ↑  Swing Vote – Die beste Wahl auf moviepilot.de, abgerufen am 16. August 2013.
7. ↑  Swing Vote – Die beste Wahl. In: Deutsche Synchronkartei. Abgerufen am 16. August 2013.
8. ↑  Filming locations for Swing Vote, abgerufen am 7. November 2008.
9. ↑  Swing Vote – Die beste Wahl auf filmstarts.de, abgerufen am 16. August 2013.
10. 1 2  Swing Vote – Die beste Wahl. In: Rotten Tomatoes. Fandango, abgerufen am 27. Dezember 2024 (englisch, aggregiert aus 150 Kritiken).
11. 1 2  Swing Vote – Die beste Wahl. In: Metacritic. Abgerufen am 27. Dezember 2024 (englisch, aggregiert aus 30 Kritiken).
12. ↑  Derek Armstrong: Kritik zu Swing Vote – Die beste Wahl (Memento vom 27. Oktober 2019 im Internet Archive) bei AllMovie (englisch)
13. ↑  Datenbankabfrage bei cinemascore.com
14. 1 2  Filmkritik von James Berardinelli, abgerufen am 7. November 2008. „Kevin Costner is at home as the irascible Bud“
15. 1 2  Filmkritik von Roger Ebert, abgerufen am 7. November 2008

- Weitere Filmlinks:
- IMDb: Link |
- Filmdienst: Link |
- AFI: Link |
- Box Office Mojo: Link |
- Schnittberichte: Link |
- TMDb: Link |
- Letterboxd: Link |
- bearbeiten